# 푸쓰차오
푸쓰차오 (付 思 超, 1999년 11월 11일 ~ )은 중국의 가수, 콘트라베이스 연주자이다. 소속사는 와지지와 엔터테인먼트이다. 팬덤명은 「무스」(慕思)이며, 상징색은  이다.
2020년부터 중국의 밴드 결성 프로젝트 서바이벌 프로그램 《명일지자 악단기》에 참가하여 활동하고 있다.
| 자기 소개                                          |
| 不高冷很低暖！ 我是‘哇唧娱乐’的 付思超。来自北京！ |

## 생애
푸쓰차오은 중국 베이징시에서 태어났다. 외동 아들이다. 2020년 명일지자 출연으로 첫 무대로 자작곡을 했다. 냉해보이는 외모와 반대로 애교 많은 말투와 따뜻한 내면, 큰 키로 주목을 받았다.

## 활동

### 2020년: 데뷔
〈명일지자 슈퍼밴드〉에 개인 콘트라베이스와 메인 보컬로 지원하여 4점을 받아 프런트맨이 되어 쉬양을 뽑았고, 쉬양과 Chill & Young 팀을 이루어 3차 경연에 임했으나 패배하여 은하계악단 팀으로 들어가게 되었다. 그 후에 현재 은하계악단 멤버들이 합류하면서 지금의 은하게악단 멤버들로 구성이 되었고, TOP4에서 그치게 되었다. 〈명일지자 슈퍼밴드〉가 끝나고 난 뒤 정식 데뷔를 하지 못한 은하계악단과 와지지와 엔터테인먼트가 계약 후 2020년 9월 12일, 정식 데뷔하게 되었다.

### 2021년: 활동
2021년 1월 15일 은하계악단 음원을 발매한 후 장쟈위엔, 런인펑와 함께 2월 17일〈창조영 2021〉에 참가하였다. 4월 24일, 장쟈위엔, 런인펑와 함께 파이널에 진출하였다. 장쟈위엔은 INTO1으로 데뷔하였으나 아쉽게도 런인펑와 함께 최종 탈락하였다.

### 프로그램
| 일시                             | 방송사        | 제목            | 비고   |
| 2020년 7월 ~ 2021년 9월          | 텐센트 비디오 | 《명일지자》    | 참가자 |
| 2021년 2월 17일－2021년 4월 24일 | 텐센트 비디오 | 《창조영 2021》 | 참가자 |

#### 명일지자악단기
| 회차    | 팀명                    | 곡명                         | 영상링크  |
| 3화     | Chill & Young           | 《燃烧的爱火》               | 무대 영상 |
| 4화     | 纯牛奶乐团              | 《第一次爱的人》             | 무대 영상 |
| 6화     | 热带低压 & 랑랑, 저우선 | 《星际列车》                 | 무대 영상 |
| 8화(上) | 银河系乐团              | 《隔着银河的距离，我们相遇》 | 무대 영상 |
| 8화(下) | 银河系乐团 & 정나이신   | 《Forever Young》            | 무대 영상 |
| 9화     | 银河系乐团 & 마쟈치     | 《Don’t Break My Heart》     | 무대 영상 |

#### 창조영 2021
| 편수 | 순위 | 등락      | 표 수 （응원도） | 등급  | 비고      |
| 2화  | 14위 | 순위 진입 | 표 수 미공개     | C→B→F |           |
| 3화  | 20위 | ▼ 6       | 표 수 미공개     | C→B→F |           |
| 4화  | 22위 | ▼ 2       | 표 수 미공개     | C→B→F |           |
| 5화  | 24위 | ▼ 2       |                  | C→B→F |           |
| 6화  | 24위 | ▬         | 표 수 미공개     | C→B→F |           |
| 7화  | 19위 | ▲ 5       |                  | C→B→F |           |
| 8화  | 19위 | ▬         | 표 수 미공개     | C→B→F |           |
| 9화  | 21위 | ▼ 3       |                  | C→B→F |           |
| 10화 | 22위 | ▼ 1       |                  | C→B→F | 최종 탈락 |

## 솔로 음원
| 날짜       | 곡명         |
| 2019.06.20 | Fall In Love |
| 2019.08.13 | 慌乱         |
| 2019.08.31 | Don't Go     |

## 그룹 음원
― 은하계악단의 문서를 참고하십시오. ―

## 여담
·중국 최고의 명문 음대인 중앙음악학원의 오케스트라학과에 콘트라베이스 3등으로 입학하였다.
·같은 소속 그룹인 쉬양과 과는 다르지만 중앙음악학원 동기다. 원래 서로 아는 사이였다고 한다.
·인생에서 가장 사랑하는 세 가지가 먹기, 편곡하기, 쌍커풀테이프라고 한다.
·작곡, 편곡에 능통하다. 전공은 콘트라베이스인 반면 일렉트로닉 뮤직 장르로 작,편곡하는 것을 좋아한다.
·명일지자4 콘서트 당시 MEN-G라는 이벤트성 보이 그룹으로 데뷔한 적이 있다.
·OA男团라는 그룹으로 2019년에 활동했던 보이 그룹의 멤버였으나 현재는 활동하지 않는 그룹이다.
·프로필상 키가 180이나 주변에 워낙 키가 큰 사람이 많아 팬들이 정말 180이 맞냐고 놀리곤 한다. 그래서 웨이보 닉네임도 '付思超不止一米八'
·평상시 애교가 많은 편인데 본인은 애교부리는 것이 아니라고 주장한다.
·창조영에서 작곡가로서의 활약을 많이 보여줬다. 주제곡 2차 창작 미션 때에는 6팀의 편곡을 도와줬고 2차 포지션 평가 때에는 자작곡을 이틀만에 완성하는 활약상을 보여줬다.
·라디오에서 까오칭천의 중국어 억양이 태국 억양 같다고 얘기하다 어리둥절하며 그렇지 까오칭천은 태국인이니까...라는 명언...을 남겼다.
·우위헝, 까오칭천, 죠우커위 등과 매우 친하다. 특히 우위헝과 친한데, 평소 본인의 고민을 털어놓는 사이라고 한다. 한 번은 까오칭천에게 고민을 털어놓은 적이 있는데 외국인이라 잘 알아듣지 못해서 조언 얻기에 실패했고, 장쟈위엔에게도 고민을 얘기해봤으나 장쟈위엔은 너무 어려서 고민을 쉽게 이해하지 못했다고. 그래서 항상 우위헝을 찾는다고 한다.
·창조영 2021 당시 일본-미국 혼혈인 케일런에게 우위헝은 무뇌를 잘생겼다는 말로 속여서 가르쳐줬다. 케일런에게 이 말을 들은 우위헝은 크게 당황하며 누가 가르쳐줬냐고 물었고, 케일런은 푸쓰차오라고 답했다. 그 둘은 그 자리에서 바로 푸쓰차오는 무뇌로 복수했고 아직까지도 '푸쓰차오는 무뇌'는 사라지지 않고 계속 놀림감으로 올라오고 있다.